# Marina di Sestri Ponente

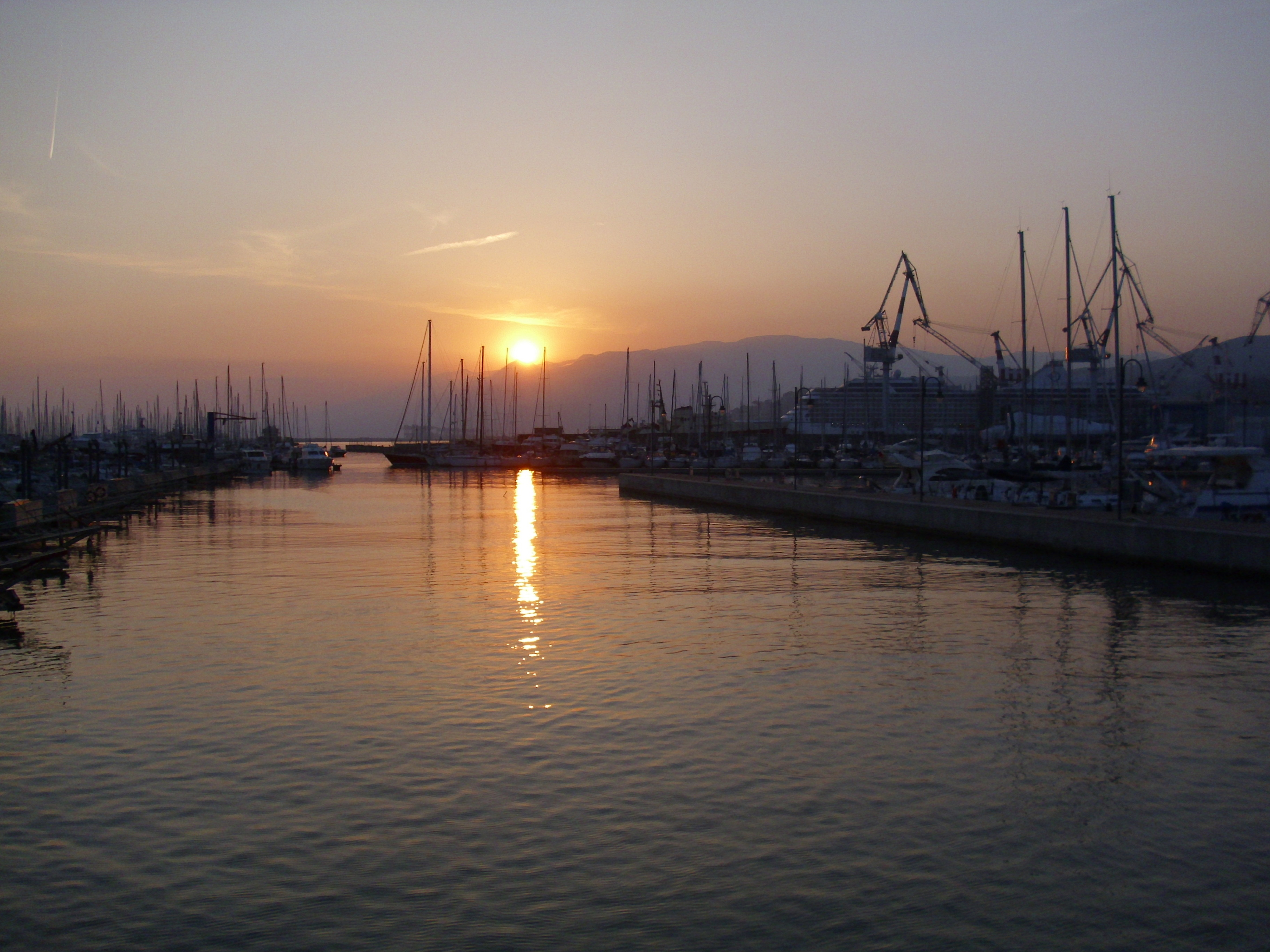
Tramonto sulla marina di Sestri Ponente

La Marina di Sestri Ponente (oggi denominata Marina Genova) è un porto turistico sito nel ponente del Comune di Genova, realizzato a ridosso del riempimento su cui è costruita la pista dell'aeroporto Cristoforo Colombo, nello specchio d'acqua prospiciente gli storici stabilimenti Fincantieri di Sestri Ponente.

## Storia

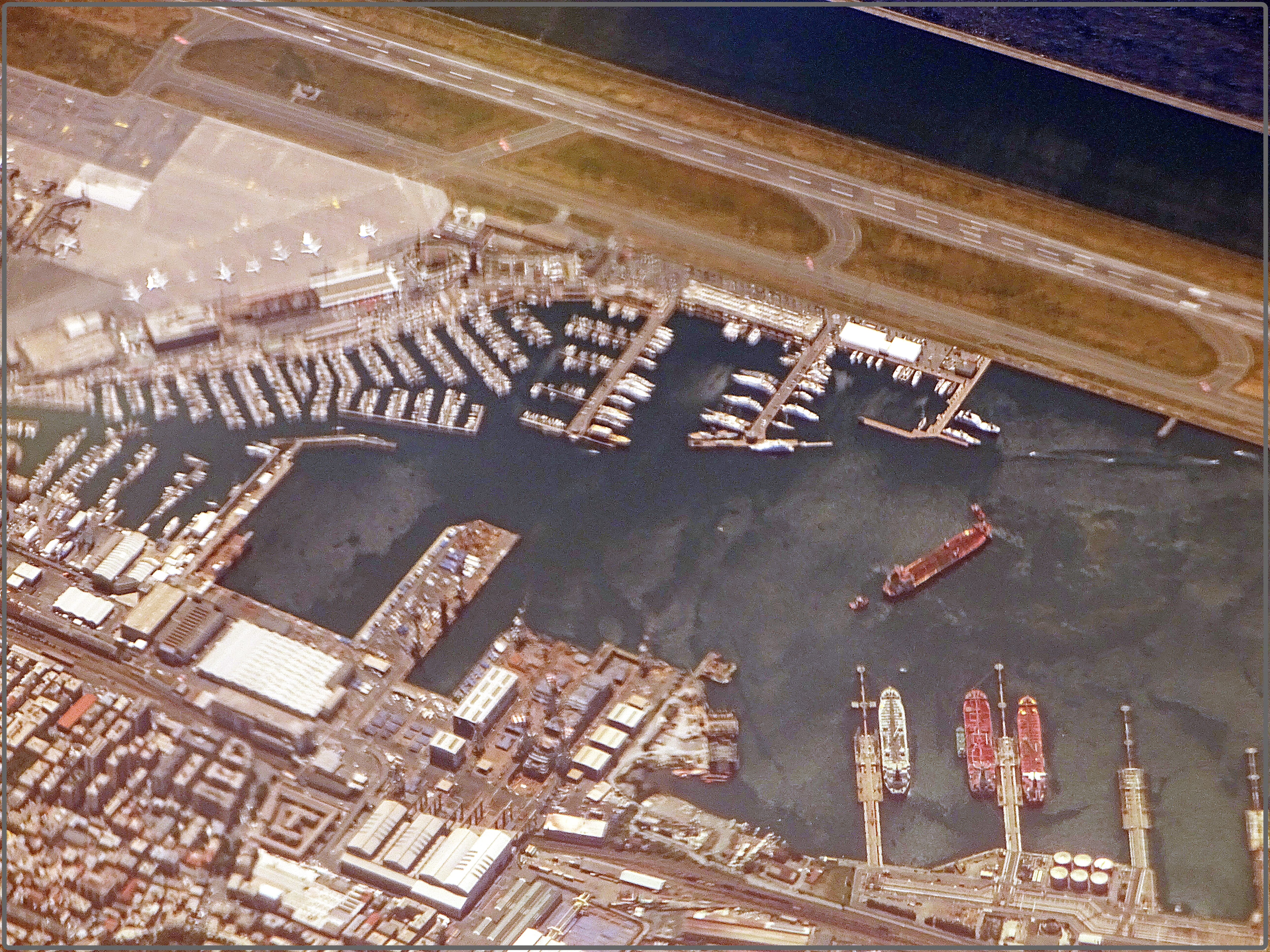
Veduta aerea della marina di Sestri Ponente

La Marina di Sestri ponente nasce da un'idea della famiglia Luglio, che dagli anni '60 esercita l'attività di riparazione di imbarcazioni da diporto in un cantiere stretto tra le aree Fincantieri a ponente e ex Piaggio Aero a levante, affacciato sul canale artificiale che si venne a creare alla fine degli anni '50 con il riempimento ove fu costruita la pista dell'Aeroporto di Genova.
Il progetto, che muove i suoi primi passi nel 1994, mirava alla risistemazione dell'esistente porticciolo turistico di Sestri Ponente con la realizzazione di un approdo adatto a ricevere imbarcazioni fino a 130 metri di lunghezza, che in quel momento non trovavano un collocamento all'interno del Porto di Genova se non lungo il Molo Vecchio, nel bacino del Porto Antico. 
Il 18 maggio 1998 il Ministero per i beni Culturali ed Ambientali osservando: una carenza di posti barca in confronto alla vicina Costa Azzurra, dove vi era una migliore qualità e quantità di porti oltre ai privilegi fiscali, una carenza disomogeneità nella flotta con difficoltà di ricovero, una crescita del valore delle imbarcazioni e una maggior guadagno ad avere imbarcazioni stanziali che in transito esprime giudizio positivo al progetto. 
Il progetto, che prese il largo con l'Accordo di Programma siglato nel 2000 tra Comune di Genova, Autorità Portuale e Regione Liguria, comprensivo di una risistemazione complessiva dell'area, compresa la viabilità, i parcheggi e la costruzione di numerose unità immobiliari, riunite del complesso del Borgo alla Marina, consisteva nella realizzazione di circa 500 posti barca a ridosso della pista dell'Aeroporto Colombo, accompagnati da un'area a terra dove avrebbero trovato posto attività commerciali e legate alla nautica. 
Il cantiere principale, iniziato nel 2002, si è concluso nel 2007.

## Dati
Il porto, gestito dalla società S.S.P. Società Sviluppo Porti S.r.l. e che utilizza come denominazione commerciale "Marina Genova", dispone nella sua configurazione definitiva di 500 posti per imbarcazioni di lunghezza compresa tra 8.5 e 130 metri, di cui un centinaio dedicati agli yacht oltre i 24 metri. 
L'approdo ha conseguito la certificazione MaRINA Excellence con il massimo punteggio ed è anche certificata secondo gli standard 24 Plus e 50 Gold, che attestano la capacità di accogliere imbarcazioni rispettivamente oltre i 24 ed i 50 metri. 
Marina Genova ha uno specchio acqueo di 210.000 mq, 1500 banchine, 2500 parcheggi, ed una superficie costruita di 38.000 mq. 

## Servizi di terra

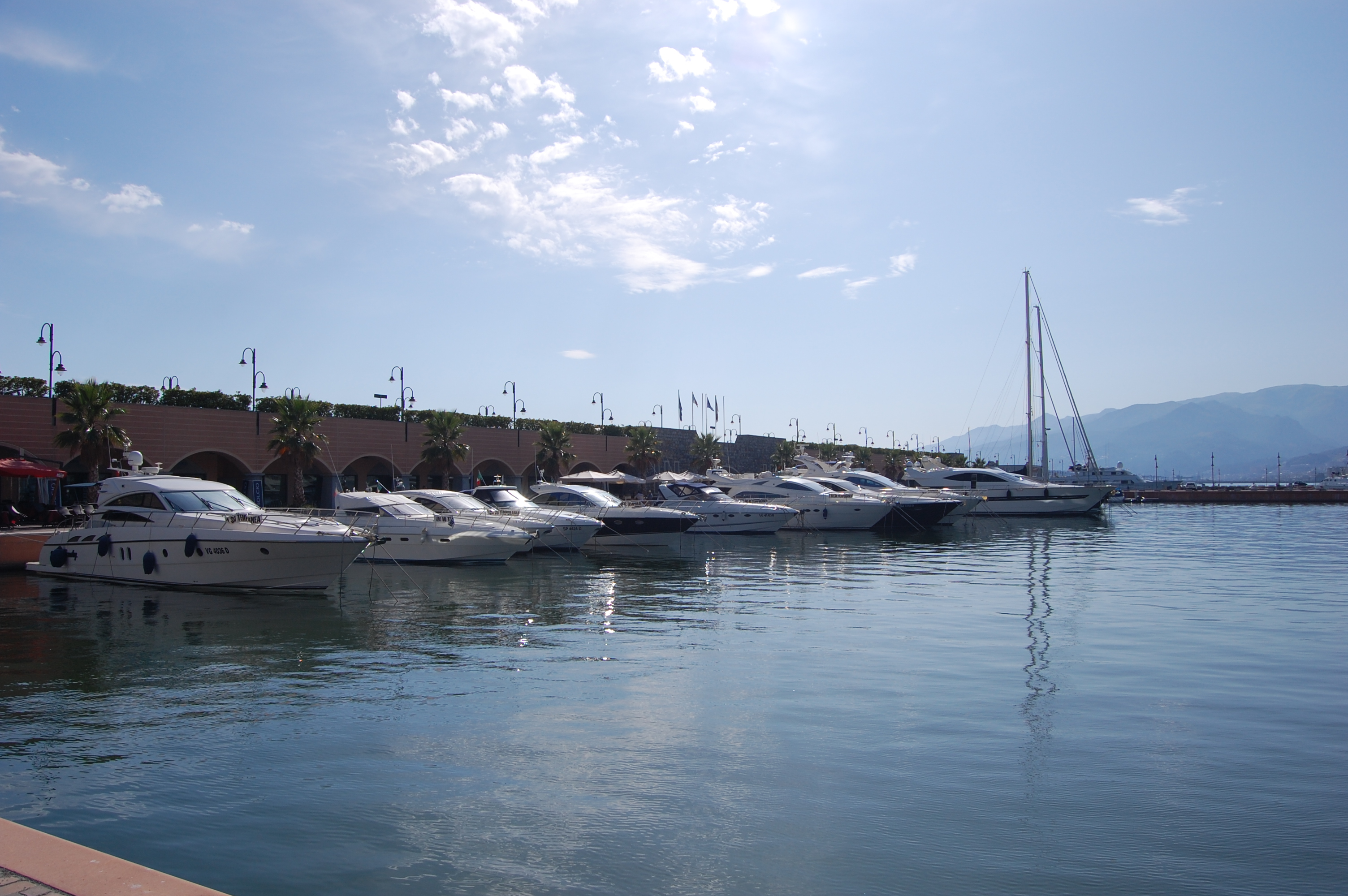
L'area commerciale della marina di Sestri Ponente

All'interno del porto trovano posto varie attività commerciali dedicate alla ricettività e numerosi servizi specifici rivolti alla nautica.

## Eventi
Marina Genova è sede di numerosi eventi.
Tra tutti spiccano: 
- Yacht&Garden, mostra-mercato di fiori e piante del giardino mediterraneo. La manifestazione, caratterizzata da numerosi appuntamenti artistici, culturali e musicali. La manifestazione, arrivata alla 17ª edizione, si tiene in maggio.
- Classic Boat Show. In concomitanza di Yacht&Garden, Marina Genova ospita la 3ª edizione del salone dedicato alla marineria tradizionale.

Entrambi gli eventi sono a ingresso gratuito.